# 十六夜山古墳
十六夜山古墳（いざよいやまこふん）は、岡山県津山市椿高下にある前方後円墳である。

## 概要
津山市街地の丘陵端に築造された大型前方後円墳であるが、岡山県立津山中学校・高等学校敷地内に後円部の残丘を残すのみであり、正確な墳形や規模は不明である。
長らく円墳と考えられていたが、1995年に行われた発掘調査から二重の周濠を伴った前方後円墳であることが明らかになった。
築造は、出土した円筒埴輪の様相から5世紀後半とみられる。
後円部残丘には石室とみられる石積みが一部露出している。

## 規模・構造

### 規模
部分的な調査と過去の出土状況より推定される復元規模は以下のとおり。
- 墳長：約60メートル
- 後円部
  - 復元直径：約40メートル
- 前方部
  - 幅：約45メートル

## 出土品

### 埴輪
- 円筒埴輪
- 朝顔形埴輪
- 形象埴輪